# Krut-Pellestjärnen
Krut-Pellestjärnen är en sjö i Bollnäs kommun i Hälsingland och ingår i Ljusnans huvudavrinningsområde.